# Kirke Saaby Sogn
Kirke Saaby Sogn 
ist eine Kirchspielsgemeinde (dän.: Sogn)
auf der Insel Sjælland im südlichen Dänemark.
Bis 1970 gehörte sie zur Harde Voldborg Herred im damaligen Københavns Amt (bis 1808: Roskilde Amt), danach zur Hvalsø Kommune im „neuen“ Roskilde Amt, die im Zuge der  Kommunalreform zum 1. Januar 2007 in der Lejre Kommune in der Region Sjælland aufgegangen ist.
Im Kirchspiel leben 2807 Einwohner, davon 1665 im Kirchdorf Kirke Såby (Stand: 1. Januar 2023).
Im Kirchspiel liegt die Kirche „Kirke Saaby Kirke“.
Nachbargemeinden sind im Nordwesten Kirke Sonnerup Sogn, im Norden Rye Sogn, im Nordosten Lyndby Sogn, im Osten Gevninge Sogn, im Südosten Kisserup Sogn und im Süden Kirke Hvalsø Sogn, ferner in der westlich benachbarten Holbæk Kommune Soderup Sogn.